# We Are the World
Cet article concerne la chanson. Pour l'album, voir We Are the World (album).
We Are the World est une chanson caritative enregistrée par le supergroupe américain USA for Africa en 1985. Sortie sur l'album We Are the World, elle est écrite par Michael Jackson et Lionel Richie, alors que les réalisateurs artistiques en sont Quincy Jones et Michael Omartian (en). Le single a pour objectif de collecter des fonds pour lutter contre la famine en Éthiopie. L'événement, historique, réunit quelques-uns des artistes les plus célèbres du monde musical américain de l'époque.
La chanson sort le 7 mars 1985 et devient un succès commercial international. Elle est en tête de plusieurs palmarès de musique à travers le monde et devient le premier single à être récompensé plusieurs fois disque de platine par la RIAA.
We Are the World reçoit de nombreuses récompenses dont trois Grammy Awards, un American Music Award et un People's Choice Award. Le single devient l'un des plus vendus au monde avec plus de vingt millions d'exemplaires écoulés et réussit à récolter plus de 63 millions de dollars.

## Contexte et écriture
Avant l'écriture de We Are the World, le chanteur et militant américain Harry Belafonte a cherché pendant un certain temps à produire une chanson interprétée par les artistes les plus célèbres de l'industrie musicale de l'époque. Il avait l'intention de reverser les profits à un nouvel organisme appelé United Support of Artists for Africa (USA for Africa). La fondation, sans but lucratif, aiderait alors à nourrir et soulager les populations affamées en Afrique, notamment d'Éthiopie, où près d'un million de personnes sont mortes durant la famine de 1984-1985,. L'idée émane de la chanson caritative Do They Know It's Christmas? du Band Aid britannique dont Belafonte avait entendu parler. Pour lui, une partie des fonds servirait également à éliminer la famine aux États-Unis. Belafonte contacte alors le manager Ken Kragen (en) afin de proposer aux chanteurs Lionel Richie et Kenny Rogers de participer à son projet. Kragen et les deux musiciens acceptent à condition d'engager également Stevie Wonder afin d'ajouter un « nom » supplémentaire à leur projet. Quincy Jones est engagé comme coproducteur prenant sur son temps alors qu'il travaille déjà sur la bande originale de La Couleur pourpre,. Richie contacte également Michael Jackson qui achevait la tournée Victory Tour avec les Jackson Five.
Jackson explique alors à Richie qu'il ne souhaite pas seulement chanter mais également participer à l'écriture de la chanson,. Au départ celle-ci devait être écrite par Michael Jackson, Lionel Richie et Stevie Wonder mais par manque de temps de la part de Wonder, seuls les deux premiers s'en chargent. Ils commencent à travailler la chanson à Hayvenhurst, la maison de la famille Jackson située à Encino (Los Angeles). Durant une semaine, ils passent chaque nuit à travailler sur les paroles et la mélodie de We are The World dans la chambre du chanteur. Ils souhaitaient créer une chanson qui soit facile à chanter et à mémoriser. Le duo souhaitait créer un hymne. La sœur de Jackson, La Toya, les regardait travailler et affirma plus tard que Richie avait seulement écrit quelques lignes. Elle a déclaré que son frère avait écrit 99 % des paroles « mais qu'il n'a jamais senti le besoin de le dire ». La Toya ajouta également à propos de la création de la chanson : « J'allais dans la chambre pendant qu'ils écrivaient et c'était très calme, ce qui est bizarre car Michael est généralement très joyeux quand il travaille. C'était très émouvant pour eux ».
Richie avait enregistré deux mélodies pour We Are the World, dont Jackson s'est immédiatement emparé ajoutant de la musique et des paroles à la chanson le jour même. Jackson a déclaré « J'aime travailler vite. J'ai avancé sans même que Lionel ne le sache. Je ne pouvais pas attendre. Je suis entré et ressorti la même nuit avec la chanson terminée : batterie, piano, cordes et les paroles pour le refrain ». Jackson présente alors sa maquette à Lionel Richie et Quincy Jones, tous deux très surpris ; ils ne s'attendaient pas à voir la pop star terminer la structure de la chanson aussi vite. Les rencontres suivantes entre Jackson et Richie sont infructueuses, ils n'écrivent pas de nouvelles paroles et ne produisent aucun travail. Le duo achève finalement les paroles et la mélodie de We Are the World le 21 janvier 1985, la veille au soir de la première session d'enregistrement en moins de deux heures et trente minutes.

## Sessions d'enregistrements

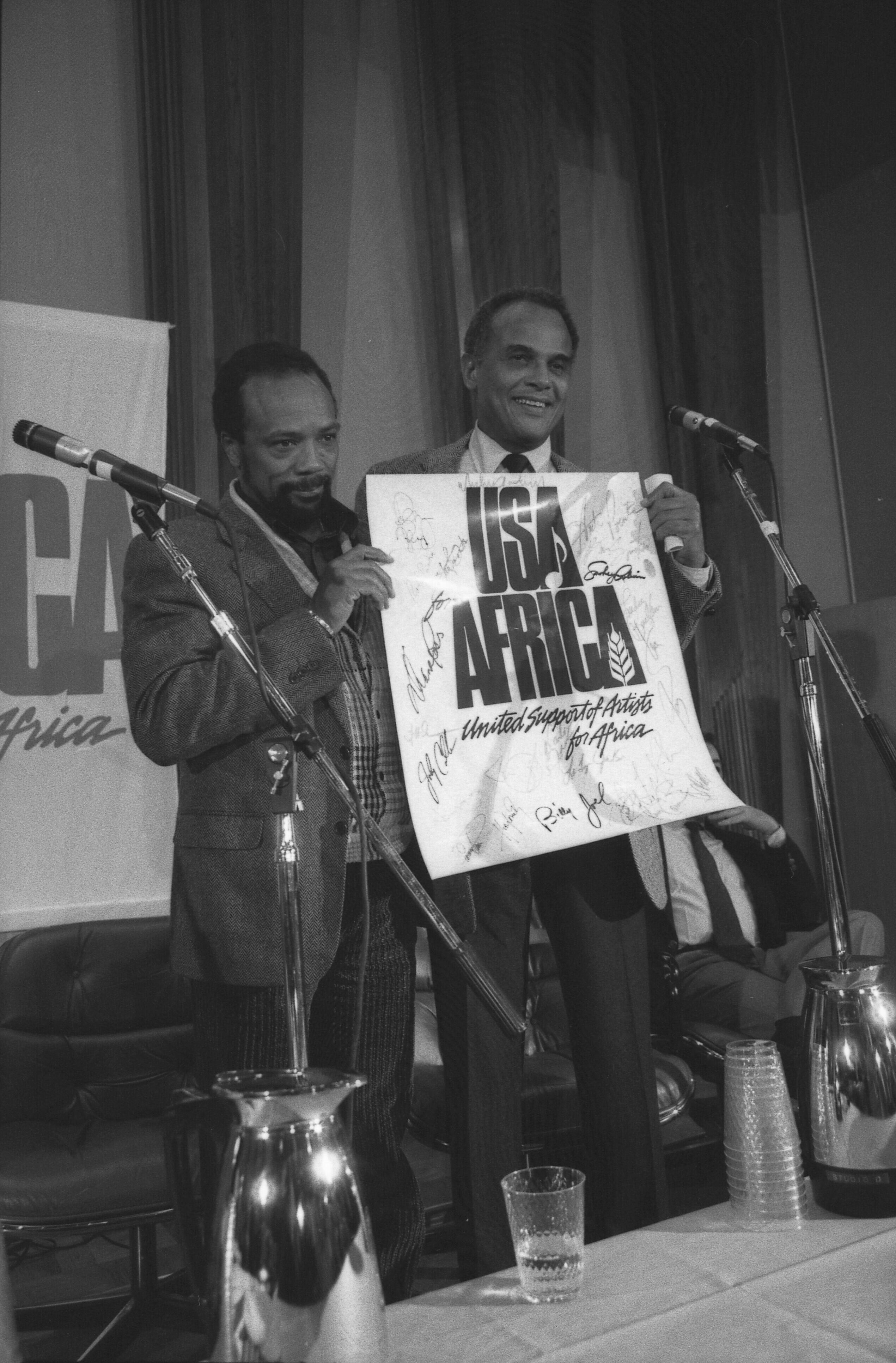
Quincy Jones et Harry Belafonte

Les artistes participant au projet se réunissent au A&M Recording Studios à Hollywood le 28 janvier 1985. Kragen avait fait son casting lors de la précédente nuit des American Music Awards afin d'obtenir le plus d'artistes possible. Quincy Jones, dans son invitation, leur écrit « Check your egos at the door » (« Laissez vos égos à la porte du studio »).
En tout, 45 artistes se joignent au projet, dont 21 chantent au moins une ligne de la chanson : Lionel Richie, Michael Jackson, Tina Turner, Bob Dylan, Ray Charles, Stevie Wonder, Bruce Springsteen, Steve Perry, etc.
La Columbia Records fait don des coûts de production et de distribution. We are the World sort le mardi 7 mars 1985 dans les bacs. 800 000 exemplaires sont vendus avant la fin du week-end suivant. Le vendredi 5 avril 1985 (Vendredi saint cette année-là), le titre est joué par 5 000 stations de radio simultanément à travers le monde. Ce coup de pouce le propulse la semaine suivante en tête des ventes de disques aux États-Unis et y reste quatre semaines consécutives.
La chanson fait partie d'un album USA for Africa : We Are The World vendu quant à lui à trois millions d'unités. Des titres de Bruce Springsteen, Tina Turner, Bob Dylan, Steve Perry et d'autres artistes ayant participé au projet figurent sur cet album. Prince, qui devait participer à la chanson mais qui a décliné l'offre, a cependant contribué à ce dernier album sous la forme d'un morceau inédit, 4 The Tears In Your Eyes.

## Musique et arrangement vocal
We Are the World est interprété à la première personne, permettant aux auditeurs d'intérioriser le message en chantant le mot We (nous) ensemble. La chanson a été décrite comme « un appel à la compassion humaine ». Les premières lignes du refrain proclament « We are the world, we are the children, we are the ones who make a brighter day, so let's start giving »,.
Le premier couplet est interprété par Lionel Richie, Stevie Wonder, Paul Simon, Kenny Rogers, James Ingram, Tina Turner et Billy Joel. Michael Jackson et Diana Ross enchaînent ensuite sur le premier refrain ensemble. Dionne Warwick, Willie Nelson et Al Jarreau chantent le second couplet, avant que Bruce Springsteen, Kenny Loggins, Steve Perry et Daryl Hall ne s'occupent du second refrain. Michael Jackson, Huey Lewis, Cyndi Lauper et Kim Carnes suivent avec le pont. Cette structuration de la chanson permet de « créer un sentiment de surprise continue ainsi qu'une accumulation émotionnelle ». We Are the World s'achève par le refrain chanté tour à tour par Bob Dylan et Ray Charles, Stevie Wonder et Bruce Springsteen ainsi que ad libitum par Ray Charles et James Ingram.

## Musiciens et artistes de la chanson

### Chanteurs
Les 21 artistes suivants chantent au moins une ligne de la chanson. Ils figurent dans l'ordre d'apparition de leur première intervention (de haut en bas).
- Lionel Richie
- Stevie Wonder
- Paul Simon
- Kenny Rogers
- James Ingram
- Tina Turner
- Billy Joel
- Michael Jackson
- Diana Ross
- Dionne Warwick
- Willie Nelson
- Al Jarreau
- Bruce Springsteen
- Kenny Loggins
- Steve Perry
- Daryl Hall
- Huey Lewis
- Cyndi Lauper
- Kim Carnes
- Bob Dylan
- Ray Charles

### Liste complète du chœur
- Dan Aykroyd
- Harry Belafonte
- Lindsey Buckingham
- Kim Carnes
- Ray Charles
- Bob Dylan
- Sheila E.
- Bob Geldof
- Daryl Hall
- James Ingram
- Jackie Jackson
- Jermaine Jackson
- La Toya Jackson
- Marlon Jackson
- Michael Jackson
- Randy Jackson
- Tito Jackson
- Al Jarreau
- Waylon Jennings
- Billy Joel
- Cyndi Lauper
- Huey Lewis and the News
- Kenny Loggins
- Bette Midler
- Willie Nelson
- John Oates
- Jeffrey Osborne
- Steve Perry
- The Pointer Sisters
- Lionel Richie
- Smokey Robinson
- Kenny Rogers
- Diana Ross
- Paul Simon
- Bruce Springsteen
- Tina Turner
- Dionne Warwick
- Stevie Wonder

Waylon Jennings quitte la session d'enregistrement à cause d'un différend sur les paroles de la chanson : Michael Jackson avait écrit « sha-lum sha-lingay » à la fin du refrain — des paroles dénuées de sens — qui font craindre d'être perçues comme une moquerie envers les Africains. La dispute éclate alors que Stevie Wonder appelle un ami au Nigeria afin de proposer une phrase en swahili, une langue qui n'est pas pratiquée en Éthiopie. Ray Charles s'emporte en signifiant qu'il est 3 heures du matin et qu'il ne peut même plus chanter en anglais. Exaspéré, Waylon Jennings quitte le groupe en lançant :« aucun bon vieux garçon ne chante en swahili,. »

### Musiciens
- Michael Boddicker : synthétiseur
- Paulinho Da Costa : percussion
- Louis Johnson : basse
- Michael Omartian : claviers
- Greg Phillinganes : clavier
- John Robinson : batterie

## Sortie et réception
Le 7 mars 1985, We Are the World sort en single en deux formats: 45 tours où la chanson dure 6 minutes et 22 secondes, et maxi 45 tours, avec une durée de 7 minutes et 19 secondes. La chanson est le seul single de l'album homonyme et devient un succès du hit-parade dans le monde entier. Aux États-Unis, il est en tête du Hot Black Singles chart, Hot Adult Contemporary Tracks et du Billboard Hot 100 où il le restera pendant un mois,. Le single a débuté à la 21e place du Hot 100, ce qui en a fait la meilleure entrée ex æquo avec Thriller de Michael Jackson qui réalisa la même performance l'année précédente. Il fallut quatre semaines à la chanson pour arriver en tête du célèbre hit parade, soit seulement la moitié du temps que prend habituellement à cette époque un single à atteindre cette position. La chanson est également devenue le premier single après Let It Be des Beatles à entrer dans le Top 5 du Billboard en moins de deux semaines après sa sortie. We Are the World aurait même pu se retrouver plus rapidement premier du Hot 100, s'il n'y avait pas eu le succès de One More Night de Phil Collins, qui reçut un très bon accueil de la part des auditeurs de pop et de rock au même moment.
Les 800 000 exemplaires initialement produits se vendent en moins de trois jours ce qui en fait le single vendu le plus rapidement de l'histoire de la pop américaine. Dans un Tower Records de Sunset Boulevard à West Hollywood, 1 000 copies de la chanson se vendent en deux jours. Un employé commente : « un single numéro 1 se vend entre 100 et 125 exemplaires sur une semaine. C'est absolument inouï ». À la fin de l'année 1985, We Are the World devient le single le plus vendu de l'année. Cinq ans plus tard, il est annoncé que We Are the World est le plus gros succès commercial des années 1980. We Are the World est finalement désigné comme le single le plus vendu de l'histoire à la fois de la musique américaine et de la musique pop,,,. La chanson devient le premier single à être certifié plusieurs fois platine ; il reçoit quatre certifications décernées par la Recording Industry Association of America,. Le total des ventes de We Are the World est estimé à 20 millions d'exemplaires.
Le 29 janvier 2024, Netflix met en ligne le documentaire The Greatest Night in Pop (en), réalisé par Bao Nguyen (en), qui explore la préparation, l'enregistrement et la publication de cette chanson.

## Liste des pistes
- 45 tours
  - Face A
    - We Are the World — 6:22

  - Face B
    - Grace (Quincy Jones) - 4:30
- Maxi 45 tours
  - Face A
    - We Are the World — 7:19

  - Face B
    - Grace (Quincy Jones) - 4:30

## Reprises notoires
- L'humoriste-imitateur québécois André-Philippe Gagnon a chanté cette chanson en imitant la presque totalité des artistes.
- L'humoriste français Patrick Sébastien a sorti en 1985 une version parodique intitulée Oui à l'Auvergne où il imite une quinzaine de célébrités françaises.
- Les Guignols de l'info ont réalisé une parodie du morceau transformé en We Fuck the World (On nique le monde) fustigeant l'impérialisme américain en mettant en scène la marionnette de Monsieur Sylvestre et celle de George W. Bush.
- Cette chanson a aussi été chantée le 7 juillet 2009 lors de l'hommage à Michael Jackson au Staples Center de Los Angeles. Le même jour, le changement de la garde devant le palais présidentiel à Santiago (Chili) se faisait exceptionnellement au son de cette musique.
- Une reprise de la chanson est enregistrée par plus de 80 artistes à la suite des ravages causés le 12 janvier 2010 par le séisme en Haïti. Titrée We Are the World 25 for Haiti, elle est destinée à lever des fonds pour les victimes du séisme.
- Somos El Mundo (25 Por Haïti) est une reprise en espagnol par le collectif Artistas por Haiti formé par des stars de la musique latine, sortie en single, avec notamment (par ordre alphabétique) : Ana Bárbara (es), Aventura, Banda El Recodo, Belinda, Chayanne, Cristian Castro, Daddy Yankee, David Archuleta, Ednita Nazario (es), Gilberto Santa Rosa, Gloria Estefan, Jenni Rivera, Jon Secada, José Feliciano, El Puma (es), Juan Luis Guerra, Juanes, Kany García (es), Lissette (es), Luis Enrique, Luis Fonsi, Luis Miguel, Melina León (es), Natalia Jiménez (es), Olga Tañón, Paquita la del Barrio, PeeWee, Pitbull, Ricardo Montaner, Ricky Martin, Shakira, Taboo (des Black Eyed Peas), Thalía, Tito El Bambino, Vicente Fernández, Willy[Qui ?].
- Il existe une version bachata de Somos El Mundo par JD Huellas, Eunel (Nueva Era), Optimo, 4ever, Girlz Talk, Guayacol & Ale Nova, Batista et Carlix.
- Le titre a été repris par les Enfoirés 2010, pendant leur spectacle intitulé Les Enfoirés... la Crise de nerfs.
- Cette chanson a également été reprise par la troupe Gospel pour 100 voix.
- Elle a été parodiée par une bande d'humoristes et de comédiens, incluant notamment Yann Stotz, Garnier et Sentou, Jérémy Ferrari, Arnaud Tsamere, Baptiste Lecaplain, Arnaud Cosson, Mathieu Madénian, Clair Jaz, Pierre Aucaigne, le refrain étant « Tano est con », destiné à se moquer de l'humoriste Tano[27] pour lui fêter son anniversaire.
- En 2020, face à la pandémie causée par la Covid-19, Lionel Richie appelle à faire une nouvelle version de la chanson. En mai, Lionel Richie, Katy Perry et Luke Bryan chantent We Are The World - American Idol 2020 avec les concurrents actuels et les anciens vainqueurs de l'émission American Idol pour aider à lutter contre le virus. Par ailleurs, Channel Aid réalise également une chanson sur YouTube (enregistrée par Carly Rae Jepsen) en avril nommée We are the World 2020.
- En 2022 elle est reprise par le chanteur canadien Shauit et des membres de la communauté innue, en innu-aimun afin de sensibiliser le monde sur cette langue qui tend à disparaître[28].

## Classements et certifications
| Année | Chart                                      | Meilleure position |
| ----- | ------------------------------------------ | ------------------ |
| 1985  | Afrique du Sud (Springbok Radio)           | 1                  |
| 1985  | Allemagne (Media Control AG)               | 2                  |
| 1985  | Australie (Kent Music Report)              | 1                  |
| 1985  | Autriche (Ö3 Austria Top 40)               | 2                  |
| 1985  | Belgique (Flandre Ultratop 50 Singles)     | 1                  |
| 1985  | Belgique (Flandre VRT Top 30)              | 1                  |
| 1985  | Canada (CHUM)                              | 1                  |
| 1985  | Canada (100 Singles)                       | 1                  |
| 1985  | Canada (Adult Contemporary)                | 1                  |
| 1985  | Espagne (AFYVE)                            | 1                  |
| 1985  | États-Unis (Billboard Hot 100)             | 1                  |
| 1985  | États-Unis (Hot Adult Contemporary Tracks) | 1                  |
| 1985  | États-Unis (Hot R&B/Hip-Hop Songs)         | 1                  |
| 1985  | États-Unis (Hot Country Singles)           | 76                 |
| 1985  | États-Unis (Top Rock Tracks)               | 27                 |
| 1985  | États-Unis (Cash Box)                      | 1                  |
| 1985  | Europe (Eurochart Hot 100)                 | 1                  |
| 1985  | France (SNEP)                              | 1                  |
| 1985  | Irlande (IRMA)                             | 1                  |
| 1985  | Italie (FIMI)                              | 1                  |
| 1985  | Norvège (VG-lista)                         | 1                  |
| 1985  | Nouvelle-Zélande (RMNZ)                    | 1                  |
| 1985  | Pays-Bas (Nederlandse Top 40)              | 1                  |
| 1985  | Pays-Bas (Single Top 100)                  | 1                  |
| 1985  | Pologne (Classements Singles)              | 1                  |
| 1985  | Royaume-Uni (UK Singles Chart)             | 1                  |
| 1985  | Suède (Sverigetopplistan)                  | 1                  |
| 1985  | Suisse (Schweizer Hitparade)               | 1                  |
| 2009  | Belgique (Flandre Back Catalogue Singles)  | 6                  |
| 2009  | Belgique (Wallonie Back Catalogue Singles) | 4                  |
| 2009  | Canada (Hot Canadian Digital Singles)      | 46                 |
| 2009  | Danemark (Tracklisten)                     | 18                 |
| 2009  | États-Unis (Hot Digital Songs)             | 50                 |
| 2009  | Italie (FIMI)                              | 12                 |
| 2009  | Norvège (VG-lista)                         | 14                 |
| 2009  | Pays-Bas (Single Top 100)                  | 50                 |
| 2009  | Suisse (Schweizer Hitparade)               | 6                  |

| Année | Chart                            | Position |
| ----- | -------------------------------- | -------- |
| 1985  | Afrique du Sud (Springbok Radio) | 8        |
| 1985  | Australie (Kent Music Report)    | 1        |
| 1985  | Autriche (Ö3 Austria Top 40)     | 3        |
| 1985  | Belgique (Flandre Ultratop 50)   | 2        |
| 1985  | Canada (Top 100 Singles)         | 23       |
| 1985  | États-Unis (Billboard Hot 100)   | 20       |
| 1985  | États-Unis (Cash Box)            | 1        |
| 1985  | Italie (FIMI)                    | 1        |
| 1985  | Pays-Bas (Nederlandse Top 40)    | 1        |
| 1985  | Pays-Bas (Single Top 100)        | 1        |
| 1985  | Suisse (Schweizer Hitparade)     | 4        |

| Pays              | Certification | Ventes    |
| ----------------- | ------------- | --------- |
| Canada (CRIA)     | 3 × Platine   | 30 000    |
| États-Unis (RIAA) | 4 × Platine   | 4 000 000 |
| France (SNEP)     | Platine       | 965 000   |
| Royaume-Uni (BPI) | Argent        | 200 000   |